# Oblo Brdo, Andrijevica
Oblo Brdo este un sat din comuna Andrijevica, Muntenegru. Conform datelor de la recensământul din 2003, localitatea are 69 de locuitori (la recensământul din 1991 erau 138 de locuitori).

## Demografie
În satul Oblo Brdo locuiesc 65 de persoane adulte, iar vârsta medie a populației este de 50,4 de ani (43,4 la bărbați și 59,0 la femei). În localitate sunt 27 de gospodării, iar numărul mediu de membri în gospodărie este de 2,56.
|  |

| Demografie | Demografie | Demografie |
| An         | Locuitori  | Locuitori  |
| ---------- | ---------- | ---------- |
|            |            |            |
|            |            |            |
|            |            |            |
|            |            |            |
| 1948       | 216        |            |
| 1953       | 292        |            |
| 1961       | 235        |            |
| 1971       | 205        |            |
| 1981       | 173        |            |
| 1991       | 138        | 138        |
| 2003       | 69         | 69         |

| \| Componența etnică conform recensământului din 2003[2] \| Componența etnică conform recensământului din 2003[2] \| Componența etnică conform recensământului din 2003[2] \| Componența etnică conform recensământului din 2003[2] \| Componența etnică conform recensământului din 2003[2] \| \| ----------------------------------------------------- \| ----------------------------------------------------- \| ----------------------------------------------------- \| ----------------------------------------------------- \| ----------------------------------------------------- \| \| \| \| \| \| \| \| Sârbi \| Sârbi \| \| 34 \| 49,27% \| \| Muntenegreni \| Muntenegreni \| \| 31 \| 44,92% \| \| necunoscută \| necunoscută \| \| 0 \| 0% \| |              |  |    |        |
| Componența etnică conform recensământului din 2003 |              |  |    |        |
| |              |  |    |        |
| Sârbi | Sârbi        |  | 34 | 49,27% |
| Muntenegreni | Muntenegreni |  | 31 | 44,92% |
| necunoscută | necunoscută  |  | 0  | 0%     |